# Hinolin-4-karboksilat 2-oksidoreduktaza
Hinolin-4-karboksilat 2-oksidoreduktaza (EC 1.3.99.19, hinaldinska kiselina 4-oksidoreduktaza, hinolin-4-karboksilat:akceptor 2-oksidoreduktaza (hidroksilacija)) je enzim sa sistematskim imenom hinolin-4-karboksilat:akceptor 2-oksidoreduktaza (hidroksilacija). Ovaj enzim katalizuje sledeću hemijsku reakciju:
hinolin-4-karboksilat + akceptor +H2O {\displaystyle \rightleftharpoons } 2-okso-1,2-dihidrohinolin-4-karboksilat + redukovani akceptor
Ovaj enzim je molibden-gvožđe-sumpor flavoprotein sa molibdopterin citozinskim dinukleotidom kao kofaktorom. Hinolin, 4-metilhinolin i 4-hlorohinolin takođe mogu da služe kao supstrati za enzim iz Agrobakterija sp.

## Literatura
- Nicholas C. Price; Lewis Stevens (1999). Fundamentals of Enzymology: The Cell and Molecular Biology of Catalytic Proteins (Third изд.). USA: Oxford University Press. ISBN 019850229X.
- Eric J. Toone (2006). Advances in Enzymology and Related Areas of Molecular Biology, Protein Evolution (Volume 75 изд.). Wiley-Interscience. ISBN 0471205036.
- Branden C; Tooze J. Introduction to Protein Structure. New York, NY: Garland Publishing. ISBN 0-8153-2305-0.
- Irwin H. Segel. Enzyme Kinetics: Behavior and Analysis of Rapid Equilibrium and Steady-State Enzyme Systems (Book 44 изд.). Wiley Classics Library. ISBN 0471303097.
- William P. Jencks (1987). Catalysis in Chemistry and Enzymology. Dover Publications. ISBN 0486654605.

## Spoljašnje veze
- Quinoline-4-carboxylate+2-oxidoreductase на 